# Game of Thrones/Staffel 5
Die fünfte Staffel der US-amerikanischen Fernsehserie Game of Thrones wurde 2015 erstmals im Fernsehen ausgestrahlt, beim US-Sender HBO. Der deutsche Sender Sky Atlantic HD übernahm ebenfalls 2015 die deutschsprachige Erstausstrahlung.

## Handlung
Die Erstausstrahlung der fünften Staffel war vom 12. April bis zum 14. Juni 2015 auf dem US-amerikanischen Kabelsender HBO zu sehen. Die deutschsprachige Erstausstrahlung sendete der Pay-TV-Sender Sky Atlantic HD vom 27. April bis zum 29. Juni 2015.
| Nr. (ges.) | Nr. (St.) | Deutscher Titel                   | Originaltitel                | Erstausstrahlung USA | Deutschsprachige Erstausstrahlung (D) | Regie            | Drehbuch                    | Zuschauer (USA) | Länge      |
| --- | --------- | --------------------------------- | ---------------------------- | -------------------- | ------------------------------------- | ---------------- | --------------------------- | --------------- | ---------- |
| 41 | 1         | Die Kriege, die da kommen         | The Wars to Come             | 12. Apr. 2015        | 27. Apr. 2015                         | Michael Slovis   | David Benioff & D. B. Weiss | 8,00 Mio.       | 60 Minuten |
| In Königsmund findet die Totenfeier für Lord Tywin statt. Cersei ist verbittert und wünscht, Rache an Tyrion zu nehmen, wobei sie auch Jaime eine Mitschuld gibt. Gleichzeitig ist sie über die Entwicklung am Hof besorgt, wo Margaery Tyrell an Einfluss gewinnt und Tommen für sich einnimmt. Unerwartet erscheint Lancel Lennister, der sich der religiösen Reformbewegung der „Spatzen“ (Original Sparrows) angeschlossen hat, die für einen radikalen Bruch mit dem Weltlichen und für ein sehr einfaches und religiöses Leben im Sinne der Glaubens der Sieben eintreten. Lord Petyr Baelish verlässt mit Sansa Stark das Tal von Arryn, während Brienne von Tarth und Pod weiter auf der Suche nach dieser sind. An der Mauer im Norden plant Stannis Baratheon, den Feldzug bald wieder aufzunehmen und auch Wildlinge für die Armee zu rekrutieren. Jon Schnee weist ihn auf die Probleme hin, zumal Manke Rayder sich nicht beugen werde. Jon bemüht sich umsonst, Manke zum Einlenken zu bewegen, der schließlich auf Befehl von Stannis verbrannt wird. In Essos erreichen Tyrion Lennister und Lord Varys die Stadt Pentos. Varys offenbart dem deprimierten Tyrion, dass er schon lange eine Restauration der Targaryens plant. Er überredet ihn schließlich dazu, mit nach Meereen zu Daenerys Targaryen zu reisen. Daenerys muss sich währenddessen in Meereen behaupten, wo die Anhänger der alten Ordnung Widerstand gegen ihre Herrschaft leisten und die „Söhne der Harpyie“ (die sich nach dem alten Wahrzeichen Meereens benannt haben) Attentate verüben. |           |                                   |                              |                      |                                       |                  |                             |                 |            |
| 42 | 2         | Das Haus von Schwarz und Weiß     | The House of Black and White | 19. Apr. 2015        | 4. Mai 2015                           | Michael Slovis   | David Benioff & D. B. Weiss | 6,81 Mio.       | 60 Minuten |
| In Königsmund ordnet Cersei Lennister den kleinen Rat neu und verärgert mit ihrem Verhalten Kevan Lennister; dieser ist bereit, dem König zu dienen, nicht aber dessen Mutter, die über keine Legitimation verfügt. Gleichzeitig erhält Cersei aus Dorne eine Nachricht, die sie als Drohung gegenüber ihrer Tochter Myrcella interpretiert, die mit dem dornischen Kronprinzen Trystane Martell verlobt ist und sich in Dorne aufhält. Jaime verspricht ihr, Myrcella aus Dorne zu retten, wozu er sich der Hilfe Bronns versichert. In Dorne ist währenddessen die trauernde Ellaria Sand erzürnt darüber, dass Myrcella sich am dornischen Hof aufhält und Oberyns älterer Bruder und regierender Prinz von Dorne, Doran Martell, nichts gegen die Lennisters unternehmen will. Brienne von Tarth begegnet Sansa Stark und Lord Baelish, doch das Treffen verläuft unglücklich. Sansa weigert sich, Brienne zu begleiteten, und diese muss vor Baelishs Soldaten fliehen. An der Mauer im Norden ist Stannis Baratheon unzufrieden mit der Entwicklung. Die Wildlinge schließen sich nicht wie gewünscht an, während sich Starkloyalisten im Norden weigern, mit ihm gegen die Boltons zu kooperieren. Stannis unterbreitet Jon daher ein Angebot: Er solle sich ihm anschließen, dafür würde Stannis ihn als Jon Stark legitimieren, den neuen Lord von Winterfell. Jon geht darauf aber nicht ein und wird aufgrund der Fürsprache Samwell Tarlys zum neuen Lordkommandanten der Nachtwache gewählt. In Essos sind Tyrion Lennister und Varys auf dem Weg nach Meereen, wo Daenerys Targaryen einem gefangenen „Sohn der Harpyie“ den Prozess machen will. Bevor es dazu kommt, wird dieser im Gefängnis von einem ehemaligen Meereener Sklaven ermordet, den Daenerys nun, den Gesetzen folgend, hinrichten muss, was die Unruhe in der Stadt aber nur steigert. In Braavos versucht Arya Stark, das „Haus von Schwarz und Weiß“ zu betreten, um sich der Attentätergruppe der „gesichtslosen Männer“ anzuschließen. Jaqen H’ghar taucht wieder auf und gewährt ihr schließlich Einlass. |           |                                   |                              |                      |                                       |                  |                             |                 |            |
| 43 | 3         | Der Hohe Spatz                    | High Sparrow                 | 26. Apr. 2015        | 11. Mai 2015                          | Mark Mylod       | David Benioff & D. B. Weiss | 6,71 Mio.       | 65 Minuten |
| In Königsmund findet die Hochzeit zwischen Tommen und Margaery statt. Die neue Königin nutzt sogleich ihren erheblichen Einfluss auf Tommen und versucht, Cersei politisch kaltzustellen. Diese ist zunehmend am Hof isoliert, und Tommen legt ihr sogar nahe, sich nach Casterlystein zurückzuziehen, doch es gelingt ihr, aus einem Vorfall in Kleinfingers Bordell Kapital zu schlagen. Religiöse Eiferer, die sogenannten Spatzen, stellen den Hohen Septon (den höchsten religiösen Würdenträger des Glaubens der Sieben) bloß, als dieser sich im Bordell vergnügen wollte. Cersei besucht den Anführer der religiösen Reformbewegung, der von allen nur als „Hoher Spatz“ (Original High Sparrow) bezeichnet wird, und macht diesem das Angebot, an die Stelle des Hohen Septons zu treten. Die Krone und der Glaube seien die Säulen der Welt und müssten zusammenstehen. An der Mauer verschafft sich Jon Schnee Respekt bei den Männern der Nachtwache, indem er Ser Allisar zum Ersten Grenzer ernennt und Janos Slynt auf einen unbedeutenden Posten verbannen will. Als Slynt den Gehorsam verweigert, richtet Jon ihn eigenhändig hin. Gegenüber Stannis Baratheon bleibt Jon allerdings hart und weigert sich, die Nachtwache in die Kämpfe gegen die Boltons zu verwickeln. In Winterfell macht Lord Roose Bolton seinem Sohn Ramsay Vorwürfe für dessen brutale Methoden beim Vorgehen gegen Starkloyalisten. Die Lennisters würden ihnen im Norden nicht beistehen, und die Boltons müssten Bündnisse schließen. Lord Bolton und Petyr Baelish standen offenbar zuvor in Kontakt miteinander, denn Sansa Stark soll Ramsay heiraten, um symbolisch die beiden großen rivalisierenden Häuser des Nordens zu vereinen und so die Herrschaft der Boltons im Norden zu legitimieren. Sansa ist verzweifelt und will sich weigern; Kleinfinger redet ihr jedoch ein, dass sie so zu einer politischen Mitspielerin werde und ihre eigenen Pläne verfolgen könne. Bald darauf treffen Sansa und Kleinfinger in Winterfell bei den Boltons ein, wo Baelish und Lord Bolton sich über ihre zukünftigen Pläne unterhalten. Um die Lennisters müsse man sich demnach keine Sorgen mehr machen, nun da Tywin tot ist. Brienne erinnert sich im Gespräch mit Pod daran, wie ihr einst in einer peinlichen Situation Renly Baratheon zur Seite stand und sie ihn dafür geliebt habe, weshalb sie ihn auch an seinem Mörder Stannis rächen werde. In Essos geht Arya in Braavos weiter in die Lehre bei den „gesichtslosen Männern“. Die Ausbildung verläuft nicht so, wie sie erwartet hat, doch Jaqen H’ghar macht ihr deutlich, dass sie erst lernen müsse, zu dienen und ein Niemand zu werden. Tyrion und Varys erreichen die große Stadt Volantis, wo sich der Ruf von Daenerys Targaryen als Eroberin und Sklavenbefreierin bereits spürbar bemerkbar macht. Unerwartet entdeckt der exilierte Ser Jorah Tyrion und entführt ihn. |           |                                   |                              |                      |                                       |                  |                             |                 |            |
| 44 | 4         | Die Söhne der Harpyie             | Sons of the Harpy            | 3. Mai 2015          | 18. Mai 2015                          | Mark Mylod       | Dave Hill                   | 6,82 Mio.       | 55 Minuten |
| In Königsmund billigt Cersei dem neuen Hohen Septon die Aufstellung der Faith Militant zu, des bewaffneten Arms des Glaubens der Sieben, der von den Targaryens vor über 200 Jahren aufgelöst worden war. Diese soll gegen alle „Sünder“ vorgehen, wobei Cersei den Hohen Septon auf Loras Tyrells homosexuelle Neigung hinweist. Loras wird gefangengenommen, woraufhin Margaery bei Tommen interveniert, der sich aber als unfähig erweist, dagegen vorzugehen. Im kleinen Rat entsendet Cersei Mace Tyrell zur Eisernen Bank nach Braavos. Jaime und Bronn landen an der Küste von Dorne, wo es zum Kampf mit einer Patrouille kommt. Währenddessen trifft sich Ellaria mit den Sandschlangen, den Töchtern Oberyn Martells. Gemeinsam beschließen sie, Oberyns Tod zu rächen, ungeachtet der Tatsache, dass Prinz Doran dagegen ist. Sie wissen außerdem, dass sich Jaime Lennister nach Dorne begeben hat. Im Norden an der Mauer kommen sich Stannis Baratheon und seine Tochter Shireen näher, die an einer unheilbaren Krankheit und der Ignoranz ihrer Mutter leidet. Melisandre versucht vergeblich, Jon Schnee zu verführen. In Winterfell besuchen Sansa Stark und Lord Baelish die Krypta. Am Grab von Sansas Tante Lyanna, der einstigen Verlobten Robert Baratheons, erzählt Baelish die Geschichte vom großen Turnier von Harrenhal in der Endphase der Targaryenherrschaft. Damals hat der Kronprinz Rhaegar Targaryen jeden Gegner besiegt, doch am Ende nicht seine Ehefrau Elia aus dem Hause Martell mit einer Krone aus Winterrosen gekrönt, sondern Lyanna – der Beginn der späteren blutigen Auseinandersetzung, als Rhaegar Lyanna für sich wollte und es zum Bürgerkrieg kam. Baelish erklärt, er müsse Winterfell nun verlassen, doch Sansa sei bereit für die kommende Zeit: Baelish rechnet damit, dass Stannis den Kampf gegen die Boltons gewinnt und Sansa Stark im Norden einsetzt; ansonsten müsse Sansa eben Ramsay Bolton manipulieren. Tyrion erkennt, dass sein Entführer Jorah Mormont ist, der ihn zu Daenerys nach Meereen bringen will. In Meereen offenbart Ser Barristan gegenüber Daenerys eine Geschichte über ihren toten Bruder Rhaegar, den sie nie kennengelernt hat. Rhaegar war demnach zwar ein guter Kämpfer, doch er habe das Töten nie geliebt und habe lieber vor einer Menge fremder Menschen Lieder gesungen. Kurz darauf gerät eine Gruppe von „Unbefleckten“ in einen Überfall der „Söhne der Harpyie“. Barristan kommt ihnen zur Hilfe; er und Grauer Wurm können die Angreifer besiegen und bleiben am Boden liegen. |           |                                   |                              |                      |                                       |                  |                             |                 |            |
| 45 | 5         | Töte den Jungen                   | Kill the Boy                 | 10. Mai 2015         | 25. Mai 2015                          | Jeremy Podeswa   | Bryan Cogman                | 6,56 Mio.       | 55 Minuten |
| Im Norden haben Brienne und Pod Winterfell erreicht und überlegen sich einen Weg, Sansa eine Nachricht zukommen zu lassen. Ramsay Boltons Geliebte Myranda ist eifersüchtig auf Sansa und zeigt ihr, dass Theon noch am Leben ist. Ramsay macht sich einen Spaß aus der Situation und will Theon (bzw. „Stinker“, wie er ihn nur nennt) zum Trauzeugen machen, der ihm Sansa als Braut übergibt. Roose Bolton, der von seiner neuen Ehefrau ein Kind erwartet, offenbart Ramsay, dass Stannis bald gegen Winterfell marschieren wird und sie ihn aufhalten müssen. An der Mauer hat Jon Schnee hinsichtlich der zu erwartenden Invasion durch die „Weißen Wanderer“ einen Plan ausgearbeitet, wonach sich die restlichen Wildlinge südlich der Mauer ansiedeln sollen, um so die Kampfkraft im Notfall zu stärken. Zu diesem Zweck will er Tormund Riesentod, der zunächst ablehnend reagiert, jenseits der Mauer zum Lager der Wildlinge in Hartheim begleiten. Jon weiß, dass der Plan riskant ist, doch Maester Aemon rät ihm dazu, den Jungen in sich zu töten und als Mann zu handeln; tatsächlich stößt der Plan bei fast der gesamten Nachtwache auf entschiedene Ablehnung, da deren Mitglieder nicht bereit sind, die lange Geschichte der Kämpfe und der damit verbundenen Gräueltaten zu vergessen. Stannis besucht Samwell und erinnert sich an dessen Vater Lord Randyll, der einst im Targaryen-Bürgerkrieg Robert Baratheon in einer Schlacht besiegte. Sam verrät Stannis, dass die „Weißen Wanderer“ mit Obsidianklingen zu töten seien. Kurz darauf bricht Stannis mit dem gesamten Heer nach Süden auf. In Meereen ist Ser Barristan seinen Verletzungen erlegen, während Grauer Wurm nur schwer verwundet wurde. Daenerys will zunächst Rache nehmen. Sie lässt führende Vertreter der großen Familien festnehmen und opfert einen von ihnen ihren Drachen. Schließlich trifft sie die Entscheidung, die Kampfarenen wieder zu öffnen, nicht aber die Sklaverei zu erlauben. Ebenso will sie als Zeichen der Versöhnung Hizdahr zo Loraq heiraten. Tyrion und Ser Jorah erreichen währenddessen mit ihrem Boot Valyria, einst die größte Stadt der Welt und Zentrum eines Großreichs, von der nach dem Untergang aber nur Ruinen übrig sind. Sie entdecken am Himmel einen Drachen (Drogon) und werden von Männern angegriffen, die an der unheilbaren Grauschuppenkrankheit leiden und sich nicht mehr wie Menschen verhalten. Sie können ihnen knapp entkommen, doch Jorah stellt fest, dass er nun selbst von der Krankheit befallen ist. |           |                                   |                              |                      |                                       |                  |                             |                 |            |
| 46 | 6         | Ungebeugt, Ungezähmt, Ungebrochen | Unbowed, Unbent, Unbroken    | 17. Mai 2015         | 1. Juni 2015                          | Jeremy Podeswa   | Bryan Cogman                | 6,24 Mio.       | 55 Minuten |
| In Königsmund trifft Lord Baelish ein, der Cersei enthüllt, dass Sansa noch am Leben ist und sich in Winterfell bei den Boltons aufhält. Cersei reagiert zornig, doch Baelish versichert ihr, dass er die Lage unter Kontrolle habe. Stannis und Bolton würden sich im Kampf gegenseitig schwächen, anschließend werde er die Ritter des Tals von Arryn nach Norden führen. Cersei solle ihn im Gegenzug nach Klärung der Situation zum neuen Wächter des Nordens bestellen. Lady Olenna Tyrell verlangt erfolglos die Freilassung ihres Enkels Loras. Dieser wird vielmehr durch den neuen Hohen Septon wegen homosexueller Praktiken angehört, die er bestreitet. Margaery wird als Zeugin aufgerufen. Diese erklärt, dass ihr Bruder nie mit Männern geschlafen habe, doch kann dies durch einen Zeugen widerlegt werden. Nun soll nicht nur Loras, sondern auch der neuen Königin der Prozess gemacht werden. In Winterfell kommt es zur Konfrontation zwischen Sansa und Myranda. Sansa wird mit Ramsay Bolton verheiratet, der sie in der Hochzeitsnacht im Beisein von Theon/Stinker vergewaltigt. In Dorne kommen sich Prinz Trystane Martell und Myrcella näher. Jaime und Bronn dringen in die Wassergärten ein und versuchen Myrcella zu holen, doch sie werden entdeckt und festgesetzt. Auch Ellaria und die Sandschlangen können Myrcella nicht in ihre Gewalt bringen, da Prinz Dorans Garde auf eine derartige Aktion vorbereitet war. Arya wird in Braavos weiter von Jaqen H’ghar ausgebildet, doch dies geht nur langsam voran und ist mit Schlägen und psychologischen Tricks verbunden. Ihr gelingt es schließlich, dass ein schwerkrankes Mädchen vergiftetes Wasser trinkt, woraufhin Jaqen sie in weitere Praktiken einweiht. Tyrion und Ser Jorah befinden sich zu Fuß auf dem Weg nach Meereen. Jorah erfährt vom Tod seines Vaters. Er verheimlicht Tyrion seine Grauschuppenerkrankung und äußert seine Überzeugung, dass Daenerys die rechtmäßige und geeignete Erbin des Königsthrons von Westeros ist. Sie werden von Sklavenhändlern überfallen, die sie nach Volantis bringen wollen, doch Tyrion kann ihnen einreden, dass Jorah ein berühmter Kämpfer ist, der ihnen in den Arenen von Meereen viel einbringen kann. |           |                                   |                              |                      |                                       |                  |                             |                 |            |
| 47 | 7         | Das Geschenk                      | The Gift                     | 24. Mai 2015         | 8. Juni 2015                          | Miguel Sapochnik | David Benioff & D. B. Weiss | 5,40 Mio.       | 55 Minuten |
| In Königsmund bemüht sich Olenna Tyrell beim Hohen Septon vergeblich um die Freilassung ihrer Enkelkinder Margaery und Loras. Der Hohe Septon lässt sich weder bestechen noch einschüchtern und besteht auf der Einhaltung der religiösen Vorschriften, die einen Prozess vorsehen. Lady Olenna trifft sich daraufhin mit Baelish, der einen Plan zu haben scheint. Cersei besucht Margaery in ihrer Zelle und verhöhnt sie. Bei einem anschließenden Treffen mit dem Hohen Septon offenbart der ihr jedoch, dass auch Anschuldigungen auf Grundlage von Aussagen Lancel Lennisters gegen sie vorliegen, woraufhin sie ebenfalls verhaftet wird. In Dorne kann Jaime Myrcella nicht von seinen Absichten überzeugen, während Bronn und die Sandschlangen eingekerkert sind. In Winterfell wendet sich Sansa, die jede Nacht von Ramsay Bolton misshandelt wird, verzweifelt an Theon um Hilfe. Dieser benachrichtigt jedoch Ramsay, der eine alte Dienerin, die eine Starkloyalistin war und Sansa helfen wollte, zu Tode foltern lässt. Sansa muss erkennen, dass sie völlig isoliert und Ramsay ausgeliefert ist. Währenddessen rückt das Heer Stannis Baratheons gegen Winterfell vor, doch der Vormarsch wird durch das schlechte Wetter erheblich erschwert. Davos ermahnt Stannis zur Umkehr, dieser besteht jedoch auf den weiteren Vormarsch, wobei Melisandre andeutet, dass ein Opfer an ihren Gott helfen könnte. An der Mauer rückt Jon Schnee aus, um sich mit den Wildlingen zu treffen. Maester Aemon verstirbt und die Lage für Samwell Tarly wird immer unangenehmer. Bei dem Versuch, Goldie vor einem sexuellen Übergriff zu beschützen, wird er zusammengeschlagen und von Goldie anschließend gepflegt, wobei sie intim miteinander werden. In Essos plant Daenerys die Hochzeit, von der ihr Geliebter Daario Naharis wenig begeistert ist. Jorah und Tyrion werden auf dem Sklavenmarkt verkauft und landen in der Kampfarena, wo Daenerys Jorah erkennt und Tyrion sich selbst zu erkennen gibt. |           |                                   |                              |                      |                                       |                  |                             |                 |            |
| 48 | 8         | Hartheim                          | Hardhome                     | 31. Mai 2015         | 15. Juni 2015                         | Miguel Sapochnik | David Benioff & D. B. Weiss | 7,01 Mio.       | 55 Minuten |
| In Königsmund ist Cersei weiterhin vom Hohen Septon inhaftiert. Ihre Lage scheint aussichtslos: Der kleine Rat unter Pycelle hat Kevan Lennister in die Hauptstadt gerufen, während König Tommen nur apathisch reagiert. Der einzige Ausweg scheint ein Geständnis zu sein, Inzest und Hochverrat begangen zu haben. In Winterfell beabsichtigt Lord Bolton, den Angriff Stannis Baratheons geschützt hinter den Mauern abzuwarten, doch Ramsay Bolton will aggressiver vorgehen. Sansa Stark erfährt von dem gebrochenen Theon/Stinker, dass es nicht ihre Brüder Bran und Rickon waren, die er damals getötet hat, da diese zuvor entkommen waren. Bei der Nachtwache äußert Olly gegenüber Samwell seine Abneigung gegenüber den Wildlingen, denen er den brutalen Überfall auf seine Familie nicht verzeihen kann. In Braavos erhält Arya ihren ersten Auftrag. In Meereen gelingt es Tyrion, langsam die Aufmerksamkeit und das Vertrauen von Daenerys zu gewinnen. Diese beschließt, Tyrions Kenntnisse für ihre Pläne zu nutzen. Tyrion überzeugt sie davon, Ser Jorah nicht zu töten, ihn aber auch nicht an ihrer Seite zu haben. Daenerys verstößt ihren ehemaligen Untergebenen daraufhin aus der Stadt, der infolgedessen als Kämpfer in der Arena antreten will. Jenseits der Mauer trifft Jon Schnee in Begleitung von Tormund bei den restlichen Wildlingen in Hartheim ein. Er will sie davon überzeugen, dass sie ihre uralte Feindschaft im Angesicht der Bedrohung durch die „Weißen Wanderer“ und des Heers von Untoten beilegen sollten. Die Anführer der Wildlinge reagieren skeptisch und feindselig, doch schließlich können Jon und Tormund mehrere davon überzeugen, das Angebot (Land auf der anderen Seite der Mauer im Gegenzug für Unterstützung) anzunehmen. Während die Einschiffung läuft, greift überraschend eine große Anzahl von Untoten Hartheim an. Die Wildlinge werden trotz erbitterten Widerstands überrannt und auch Jon kann sich nur im letzten Augenblick retten. Die Obsidianklingen, die Sam Jon auf die Reise mitgegeben hat, muss er zurücklassen. Es gelingt ihm aber überraschend, einen offenbar ranghohen „Weißen Wanderer“ mit seinem Schwert aus valyrischem Stahl zu töten. Von den Booten aus verfolgt er schließlich mit, wie ein Anführer der „Weißen Wanderer“ die Toten wiedererweckt. |           |                                   |                              |                      |                                       |                  |                             |                 |            |
| 49 | 9         | Der Tanz der Drachen              | The Dance of Dragons         | 7. Juni 2015         | 22. Juni 2015                         | David Nutter     | David Benioff & D. B. Weiss | 7,14 Mio.       | 55 Minuten |
| Im Norden erreicht Jon Schnee mit den überlebenden Wildlingen die Mauer, wo die Neuankömmlinge von den anderen Mitgliedern der Nachtwache eher feindselig aufgenommen werden und Jon klar wird, dass er nicht mehr vollkommen auf die Loyalität seiner Männer zählen kann. Währenddessen ist der Vormarsch von Stannis Baratheon auf Winterfell fast vollständig erlahmt. Bei einem Nachtangriff durch Ramsay Bolton erleiden seine Truppen weitere Verluste. Stannis ist verzweifelt und schickt Ser Davos zur Mauer, um dort Nachschub anzufordern. Kurz darauf nimmt er den Vorschlag Melisandres auf und opfert seine eigene Tochter Shireen auf dem Scheiterhaufen, um so das Wohlwollen des roten Gottes zu erhalten. In Dorne lässt Prinz Doran Jaime Lennister wissen, dass er sich dem Wunsch König Tommens beugen will und Myrcella nach Königsmund schicken wird – allerdings nur, insofern im Gegenzug die Eheabsprache eingehalten wird und Prinz Trystane einen Sitz im königlichen Rat erhält, worauf Jaime eingeht. Ellaria und den Sandschlangen macht Prinz Doran deutlich, dass er weiteren Widerstand nicht dulden wird. In Braavos bemerkt Arya die Ankunft von Lord Tyrell, der sich mit Vertretern der Eisernen Bank trifft. In seiner Begleitung ist Ser Meryn Trant, den Arya geschworen hat zu töten. Sie beschattet ihn und beobachtet ihn in einem Bordell, doch unternimmt sie vorerst nichts. In Meereen beginnen in der großen Arena die Kampfspiele, denen Daenerys, ihr zukünftiger Ehemann Hizdahr zo Loraq, Daario Naharis und Tyrion beiwohnen. In der Arena kämpft auch Ser Jorah mit, der am Ende siegreich ist. Plötzlich tauchen in der Menge zahlreiche Anhänger der „Söhne der Harpyie“ auf und unternehmen einen Attentatsversuch auf Daenerys. Hizdahr zo Loraq stirbt, während Daenerys mit Jorah, Tyrion, Daario und einigen Soldaten von den Attentätern in der Arena umstellt wird. Unerwartet taucht Drogon auf, der mehrere Attentäter tötet. Daenerys steigt auf seinen Rücken und fliegt mit ihm aus der Arena davon. |           |                                   |                              |                      |                                       |                  |                             |                 |            |
| 50 | 10        | Die Gnade der Mutter              | Mother’s Mercy               | 14. Juni 2015        | 29. Juni 2015                         | David Nutter     | David Benioff & D. B. Weiss | 8,11 Mio.       | 60 Minuten |
| In Königsmund gesteht Cersei dem Hohen Septon, mit ihrem Cousin Lancel geschlafen zu haben; alle anderen Anschuldigungen weist sie jedoch von sich. Der Hohe Septon besteht auf einen Prozess, er gestattet Cersei jedoch, in den roten Bergfried zu ihrem Sohn Tommen zurückzukehren, nachdem sie gebüßt hat. Cersei werden die Haare geschoren und sie muss nackt den Weg zur Königsburg zurücklegen, wo Qyburn sie empfängt und ihr ein neues Mitglied der Königsgarde vorstellt: Den von ihm wiedererweckten Gregor Clegane, der aber offenbar kein Mensch mehr ist. In Dorne reisen Jaime und Myrcella per Schiff ab. Myrcella, die anscheinend wusste, dass Jaime ihr Vater war, bricht auf dem Schiff zusammen, nachdem sie kurz vor der Abreise von Ellaria Sand vergiftet worden war. Vor Winterfell muss Stannis Baratheon erkennen, dass er trotz der rituellen Opferung seiner Tochter faktisch am Ende ist. Seine Frau hat sich aus Kummer erhängt und die Hälfte seiner Männer ist in der Nacht desertiert; selbst Melisandre lässt ihn im Stich und kehrt zur Schwarzen Festung zurück. Mit nur schwachen Kräften und ohne Pferde marschiert Stannis auf Winterfell zu, das er belagern will, doch vor dessen Mauern wird er von den Truppen der Boltons attackiert, die alle beritten sind. Stannis erleidet eine vernichtende Niederlage und ist schwer verwundet, als ihn Brienne findet. Sie konfrontiert Stannis mit dem Mord an Renly, den er zugibt, woraufhin Brienne zum Todesstoß ansetzt. In Winterfell wartet Sansa Stark vergeblich auf Rettung, als sie Myranda, Ramsay Boltons Geliebte, in die Arme läuft. Theon/Stinker stößt Myranda von der Brüstung der Mauer; als Ramsay zurückkehrt, springen Sansa und er von der Mauer in den Schnee, um doch noch zu entkommen. An der Mauer verlassen Sam und Goldie die Schwarze Festung. Sam will Maester werden und Goldie mit dem Baby in Sicherheit bringen. Olly teilt Jon Schnee mit, dass ein Wildling Nachricht über den lange verschollenen Benjen Stark habe. Dies erweist sich jedoch als Falle: Jon wird von mehreren Brüdern der Nachtwache mit der Losung „Für die Wache“ niedergestochen; den ersten Stich verübt Ser Allisar, den letzten Olly. Jon bricht stark blutend zusammen und bleibt reglos zurück. In Braavos tötet Arya Ser Trant, der im Bordell minderjährige Mädchen missbrauchte. Als sie jedoch in das „Haus von Schwarz und Weiß“ zurückkehrt, wird sie von Jaqen H’ghar damit konfrontiert, ihren eigentlichen Mordauftrag an einer anderen Person nicht erfüllt zu haben, wofür jemand bezahlen müsse. Er schluckt selbst Gift und bricht tot zusammen; Arya ist verzweifelt, doch Jaqen erscheint an Stelle des zuvor anwesenden Mädchens, das Arya in der Ausbildung begleitet hatte. Arya zieht dem „toten Jaqen“ eine Maske nach der anderen vom Gesicht; zuletzt sieht sie ihr eigenes Gesicht, bevor sie plötzlich erblindet. In Meereen beschließen Daario und Ser Jorah, sich auf die Suche nach Daenerys zu machen. Tyrion soll währenddessen zusammen mit „Grauer Wurm“ die Ordnung in der Stadt aufrechterhalten, wo nun auch Varys eingetroffen ist. Währenddessen ist Daenerys Targaryen nicht in der Lage, ihrem Drachen Drogon zu befehlen, wieder nach Meereen zu fliegen. Sie macht sich zu Fuß auf den Weg, als eine große Horde der Dothraki erscheint und sie einkesselt. |           |                                   |                              |                      |                                       |                  |                             |                 |            |

## Beispiele für Unterschiede zum Buch
- In der Serienhandlung fehlt vollständig Arianne Martell (Tochter von Doran Martell), die in A Feast for Crows eine wichtige Rolle in Dorne spielt. Gleiches gilt für die Wildlingsfrau Val (Manke Rayders Schwägerin), Lord Jon Connington, dessen Zögling – angeblich Prinz Aegon – sowie Quentyn Martell. Letztgenannte, Quentyn und Aegon, wollen sich unabhängig voneinander mit Daenerys verbünden, um den Eisernen Thron zu erobern. Ebenso fehlen in der Serie die Handlung auf den Eiseninseln (A Feast for Crows) und die in A Dance with Dragons geschilderten Handlungsstränge mit Asha Graufreud.
- Varys begleitet Tyrion in den Büchern nicht nach Essos. Stattdessen steht dieser dort in engem Kontakt mit Illyrio Mopatis, später mit Jon Connington. Einige spätere Handlungen um Tyrion und Jorah sind an die Buchhandlung angelehnt, aber modifiziert (wie z. B. die Grauschuppenerkrankung Jorahs, die im Buch einen anderen (Jon Connington) befällt, oder die Abläufe ihrer Gefangennahme).
- Jaime und Bronn haben sich in den Büchern nie nach Dorne begeben, um Myrcella zu retten. Alle damit verbundenen Handlungen kommen somit nur in der Serie vor.
- Arya begegnet in Braavos nicht Jaqen H’ghar und wird dort von jemand anderem als Dienerin des Gottes mit den vielen Gesichtern ausgebildet.
- Brienne von Tarth begegnet nicht Sansa Stark und sucht auch nicht im Norden nach ihr.
- Sansa Stark reist in den Büchern nie nach Norden, um in Winterfell Ramsay Bolton zu heiraten, sondern bleibt im Grünen Tal, wo die Handlung anders verläuft. In A Dance with Dragons wird vielmehr Jeyne Poole, eine Freundin Sansas, als Arya Stark ausgegeben und soll verheiratet werden. Die Handlungen um Sansa in Winterfell sind somit ebenfalls nur Bestandteil der Serienhandlung.
- In den Büchern gelangt der hohe Spatz nicht dank Cerseis Hilfe, sondern aufgrund der einflussreichen Stellung der Spatzen in das Amt des Hohen Septons. Der neue Hohe Septon droht zudem im Buch zwar Margaery, nicht aber Loras einen Prozess wegen sexueller Eskapaden an.
- In den Büchern stirbt Ser Barristan nicht, sondern spielt weiterhin eine wichtige Rolle.
- Viele Handlungsstränge in Essos wurden in der Serie weggelassen oder stark abgewandelt, beispielsweise fehlt der im Buch beschriebene Konflikt zwischen Meereen und Yunkai komplett, ebenso die Flucht der Sklaven aus Astapor, wo die von Daenerys eingesetzte Regierung mittlerweile gestürzt worden ist
- In den Büchern sind sich Daenerys Targaryen und Tyrion Lennister bislang nicht persönlich begegnet.
- In den Büchern begibt sich Jon Schnee nicht nach Hartheim, wo (insofern bislang bekannt) auch keine Schlacht stattfand.
- In den Büchern ist Shireen Baratheon bislang noch am Leben
- In den Büchern haben Lord Tyrell und Ser Meryn Trant nie Braavos besucht.
- In den Büchern wird Myrcella nicht vergiftet. Vielmehr plant Arianne Martell, Myrcella zu ihrem Recht als Herrscherin über die Sieben Königslande zu verhelfen, was ihr als Tommens ältere Schwester in Ariannes Augen zusteht (nach dornischem Recht dürfen auch Frauen regieren). Bei diesem Unterfangen wird Myrcella verwundet, lebt aber zum Ende des Buches noch.
- In den Büchern erscheint Varys nicht in Meereen; ebenso wenig machen sich Jorah und Daario zusammen auf die Suche nach Daenerys.
- Das Ergebnis der Schlacht bei Winterfell bleibt in den Büchern vorerst unklar, wenngleich dort Ramsay Bolton in einem Brief behauptet, Stannis getötet zu haben. Brienne erscheint zumindest nicht in Winterfell, wo Theon mit der angeblichen Arya Stark (Jeyne Poole) flieht.
- Im Buch wurde anstelle Manke Rayder der (als Manke ausgegebene) Wildling Rasselhemd verbrannt, welcher in der Serie in Hartheim von Tormund Riesentod erschlagen wird.
- Die Entscheidung, dass Sam nach Süden geht, um ein Maester zu werden, trifft im Buch nicht er selbst, sondern Jon – gegen Sams Willen. Ihn begleiten Goldie und Maester Aemon, der im Buch erst auf der beschwerlichen Reise über das Meer verstirbt. Goldy hat außerdem nicht ihren eigenen Sohn dabei, sondern den Sohn von Manke Rayder. Mit dieser Entscheidung wollte Jon Mankes Sohn vor Melisandre schützen. Die Idee jedoch, Wildlinge zur Schenkung zu schicken, damit sie sich dort ansiedeln, stammt im Buch nicht von Jon Schnee, sondern von Stannis Baratheon.